# ستيفان ميلوجيفيتش (لاعب كرة قدم صربي)
ستيفان ميلوجيفيتش (بالإسبانية: Stefan Milojević)‏ (20 فبراير 1991 في فرنسا - ) هو لاعب كرة قدم إسباني وصربي في مركز الدفاع. لعب مع نادي كوشيتسه وFK Teleoptik ‏ وأردريونيانز وFK BSK Borča ‏ وزلاتي مورافسي ونادي غرينوك مورتون وبيزانيا نوفي بلغراد ‏.

## وصلات خارجية
- ستيفان ميلوجيفيتش على موقع قاعدة بيانات كرة القدم.إي يو (الإنجليزية)
- ستيفان ميلوجيفيتش على موقع Soccerbase.com (لاعب) (الإنجليزية)
- ستيفان ميلوجيفيتش على موقع Soccerway.com (الإنجليزية)